# Classe T-58
Le unità appartenenti alla classe T-58 (progetto 264 secondo la classificazione russa) sono dragamine di progetto e costruzione sovietica, entrati in servizio tra il 1957 ed il 1960.

## Sviluppo
Il requisito per queste navi venne emesso nel 1949, ed il primo esemplare fu completato nel 1957. Si trattava di mezzi più perfezionati rispetto ai precedenti T-43. Infatti, le dimensioni erano maggiori, l'armamento era decisamente più pesante e le stesse capacità di dragaggio delle mine erano state notevolmente incrementate con strumentazione più avanzata.
Le navi avevano lo scafo in acciaio, e la propulsione era assicurata da tre motori Diesel, che erano sistemati su due livelli in modo da contenere le dimensioni dei battelli. Non erano previste particolari contromisure per ridurre la traccia acustica.
Tutte le navi, di progetto, erano state equipaggiate fin dall'inizio con un sistema di protezione NBC.

## Versioni
Complessivamente, ne furono realizzati 58 esemplari (45 secondo altre fonti, 24 nella versione di base), in versioni diverse.

### Dragamine
La versione base, progettata per svolgere operazioni di dragaggio delle mine, fu realizzata tra il 1957 ed il 1961. Verso gli anni settanta, furono tutti ritirati dal servizio, con l'eccezione di quelli convertiti o destinati ad altri usi. Due esemplari risultano esportati (Guinea e Yemen).

### Pattugliamento
La versione da pattugliamento fu realizzata convertendo e riclassificando alcuni esemplari nel 1978. Le caratteristiche tecniche erano praticamente le stesse (leggermente inferiore risultava il dislocamento a vuoto, pari a 725 tonnellate). I cannoni da 25 mm erano stati rimossi, ed il numero di mine era stato portato a 18. Piuttosto completa era la dotazione elettronica: radar Don-2 (navigazione), Muff Cob (controllo del fuoco) e Spin Trough (ricerca aerea). Erano anche in grado di svolgere ruoli di guerra elettronica, grazie a due Watch Dog. La conversione riguardò 19 esemplari, utilizzati sia dalla marina (classificazione: SKR) sia dal servizio navale del KGB (classificazione: PSKR).

### Radar picket
La versione da scoperta radar (“radar picket”, letteralmente picchetto radar) fu realizzata convertendo tre esemplari tra il 1979 ed il 1983. La conversione fu effettuata presso il cantiere navale Izhora, a San Pietroburgo.
Tale versione differiva notevolmente rispetto a quella base. Infatti, il dislocamento era di 760 tonnellate a vuoto ed 880 a pieno carico, mentre l'equipaggio era stato portato a circa 100 elementi. La velocità massima era leggermente inferiore (17 nodi). Molto più potente era l'armamento, che comprendeva due lanciatori quadrupli per missili antiaerei SA-N-5 (16 missili complessivi). Il numero di armi da 57 mm era stato portato a due, mentre i cannoni da 25 mm erano stati sostituiti da altrettanti da 30 mm.
La dotazione elettronica comprendeva quattro radar: Big Net (ricerca aerea), Muff Cob (controllo del fuoco), Spin Trough e Strut Curve (entrambi da ricerca aerea).

### Salvataggio
Alcuni esemplari vennero modificati mentre erano ancora in costruzione, e completati come navi per il supporto di sottomarini in difficoltà. Questa particolare variante è nota anche come classe Valday.
Si trattava di unità di dimensioni maggiori rispetto alla versione base. Infatti, il dislocamento era di 815 tonnellate a vuoto e di 930 a pieno carico, mentre le dimensioni dello scafo raggiungevano i 71,7 metri di lunghezza, i 9,6 di larghezza ed i 2,7 di altezza. La velocità era di 17 nodi, e l'autonomia poteva raggiungere le 2.500 miglia a 12 nodi. L'equipaggio comprendeva 60 elementi. Non era previsto armamento, però i Valday erano dotati, oltre che di equipaggiamento per le ricerche in profondità, anche con una capsula di salvataggio. I radar imbarcati erano uno o due Don-2 (navigazione) ed uno Spin Trough (ricerca). Quest'ultimo non era presente su tutti gli esemplari.
Complessivamente, furono undici le navi completate con questo standard, alla fine degli anni cinquanta.
- Kazbek
- Khibiny
- Valday
- Polkovo
- Zangezur
- SS-30
- SS-35
- SS-40
- SS-47
- SS-50
- SS-51

### Altri utilizzi
I T-58 non più utilizzate per compiti di dragaggio mine, che non furono demoliti oppure modificati come riportato sopra, servirono la marina sovietica in altri compiti come navi ausiliarie. Infatti, alcuni vennero utilizzati per scopi sperimentali, come i test per nuovi sistemi d'arma. Uno venne modificato per la raccolta di informazioni di intelligence, e prestò servizio con il nome di Gidrolog.

## Servizio
I T-58 prestarono servizio, in varie versioni, nella marina sovietica fino al 1990, anche se sei ha notizia di esemplari attivi almeno fino al 2002. Le esportazioni furono piuttosto limitate.
- Unione Sovietica: 58 esemplari in servizio come dragamine, progressivamente ritirati o destinati ad altri utilizzi.
- Russia: un esemplare in servizio con la marina russa per scopi sperimentali, chiamato OS-138 (OS è la sigla per Opitnoye Sudno, ovvero nave sperimentale). Nell'ottobre 2001 risultava ancora operativo.
- Ucraina: sei esemplari per utilizzo sperimentale ricevuti nel 1997, in seguito alla spartizione alla Flotta del Mar Nero. Nel marzo 2002 ne risultava in servizio ancora uno.
- India: un esemplare della versione da salvataggio trasferita nel 1971.
- Yemen: un esemplare della versione dragamine.
- Guinea: un esemplare della versione dragamine.